# Redlichiidae
A Redlichiidae a háromkaréjú ősrákok (Trilobita) osztályának a Redlichiida rendjéhez, ezen belül a Redlichiina alrendjéhez tartozó család.

## Rendszerezés
A családba az alábbi nemek tartoznak:
| - Breviredlichia - Chaoaspis - Chengjiangaspis - Conoredlichia - Elganellus - Eoredlichia - Hesa - Iglesiella - Irgitkhemia - Jingyangia - Kepingaspis - Kuanyangia - Latiredlichia - Lemdadella - Leptoredlichia - Maopingaspis - Metaredlichia - Mianxianella - Nebidella - Neoredlichia - Ningqiangaspis - Olgaspis | - Pachyredlichia - Parawutingaspis - Parazhenbaspis - Pseudoredlichia - Pseudowutingaspis - Pteroredlichia - Redlichia - Redlichops - Sapushania - Sarassina - Sardaspis - Sardoredlichia - Syndianella - Tolbinella - Ushbaspis - Zhanglouia - Wengangaspis - Wutingaspis - Xela - Xenoredlichia - Yorkella |